# Beni Ourtilane
Beni Ourtilane (en kabyle: At Wertilan; en arabe: بنى ورتيلان), est une commune d'Algérie, située au nord-ouest de la wilaya de Sétif en Petite Kabylie. Elle est aussi chef lieu de Daïra (sous-préfecture).
At Ourtilane est une zone frontalière de trois wilayas : Béjaïa, Sétif et Bordj Bou Arreridj. Beni Ourtilane se prononce en kabyle : At Wertilan.y

## Toponyme

### signification
Premier composant : « ITH » qui est une particularité chez l’ensemble des Berbères qui signifie descendant de .[1]
Deuxième composant  : « WERTILAN » venant du mot « WERT » qui signifie le Champ et « ILAN » qui signifie le Lion.

↵Connaissant les deux composantes du nom de la région, il est possible d’interpréter que « ITH WERTILAN » signifie « " les descendants du champ de Lions » "[1]

## Géographie

### Situation
| Aït Maouche (Béjaïa)         | Aït Maouche (Béjaïa) | Beni Chebana |
| Akbou (Béjaïa)               | Beni Ourtilane       | Beni Chebana |
| El Main (Bordj-Bou-Arreridj) | Guenzet              | Ain legradj  |

## Territoire et administration
Formant aujourd'hui la daïra de Béni Ourtilane, elle faisait partie, avant l’indépendance de l’Algérie, de la commune mixte de Guergour, département de Sétif. En 1962, cette région devint une des communes de la daïra de Bougaa (anciennement Lafayette) jusqu'en 1974, date à laquelle elle est intégrée à la daïra d'Akbou, willaya de Béjaïa. Lors du découpage administratif de 1985, la commune de Béni Ourtilane est instituée daïra et rattachée à la wilaya de Sétif.
Historiquement et géographiquement parlant, Béni Ourtilane fait partie de la région de Béjaïa.
Beni Ourtilane est le chef-lieu de la daïra de Beni Ourtilane composée de quatre communes : Beni Ourtilane (It Wertilan), Beni Chebana (Icbana), Ain legradj (Algrej), Beni Mouhli (Itmuhli).
Le territoire de la commune de Beni Ourtilane s'étale sur une superficie de 73 km2. La commune compte en outre les villages suivants : Ighil-Oufella, Ldjemaa, Tighilt n Taqewin, Ighil krim, Anou, Fintikelt, Amegroud, Lghers, Tizi Ouatou (Tizi wuzal), Kaa Ouzrou, Ighil Nait, Malek, M'zien, Talmats, Oulmouten, Ait Moussa, Lekhouabi, Igheldane, Aourir i Cheniouin, Arassa (Ageni Ketrane), Tighilt Ali Oussiamer, Djeberni, Ighil Ouaghbal, Amdoune, Tagrainout, Tirzit, Tiaouinine, Abad Cherif, Aguemoune nait Aissa, Tazrout, Tigounatine, Frehat, Aourir Iloulen, Boughroum.

## Patrimoine Islamique
La région de Beni Ouartilan est connue pour être l’un des principaux berceau de l’islam dans le Maghreb centrale. En effet, de nombreux savants musulmans sont sortis de cette terre et de nombreux savants ont étudié sur celle-ci. Le territoire des Ait Ouartilan possède un nombre important de Zaouias, ce qui prouve encore une fois son fort attachement à l’Islam.
Certaines légendes de la région mentionnent que la totalité des gens issue de la tribu des Ait Ouartilan sont des descendants d’Amrabed (Marabout). Certains mentionnent aussi que les habitants de cette région sont les descendants direct de Sidi Abderahman. Ces légendes sont loin d’être farfelues historiquement, mais elle reste tout de même à prendre avec des pincettes puisque ce sont des légendes et non pas des faits avérés.

## Commerce
La région de Ait Ouartilan a toujours été connue pour être l’une des régions qui commercialise énormément dans son histoire. En effet, même de nos jours Beni Ouartilan est connu pour avoir énormément de commerçants et l’un des souks les plus populaires de la région. Le souk en question se nomme Souk Al Djemaa qui signifie en français le marché du vendredi puisqu’il est connu comme étant actif seulement après la prière du Vendredi. Ce marché existe depuis biens des siècles. Malheureusement, une date précise reste floue à mentionner.
À l’époque du royaume de Ait Abbas, les marchands de Ait Ouartilan côtoyaient souvent les villes de Boussada et Msila pour y faire leur commerce. Mais il était aussi possible de trouver des marchands de Ait Ouartilan dans les territoires sous autorité de la régence d’Alger tels que Alger et Constantine. La tribu de Ait Ouartilan possédait un Fandouk à Constantine, cela facilitait énormément leur commerce dans la région.
Les produits qui étaient le plus vendu par les marchands de Beni Ouartilan sont le savon, l’huile d'olive, les ustensiles en bois et des armes.
Néanmoins, il y a un produit vendu par les marchands de Ait Ouartilan et qui était très populaire. C’était le Bernous.
Il est aussi important de noter que les deux régions connues en Algérie pour la fabrication de Bernous sont les Ait Ouartilan et les Ait Abbas.
Vers le XVIe siècle, les Bernous de Beni Ouartilan avaient une renommée internationale puisqu’ils étaient vendus au Maroc et en Tunisie. Les Bernous étaient soit de couleur unique ou soit avec des rayures (bien que les Bernous à rayures étaient beaucoup plus une spécialité des Ait Abbas).

## Guerre d’Algérie
L’une des premières embuscades faites durant la guerre d’Algérie a eu lieu dans la région du Beni Ouartilan lors du vendredi 19 août 1955. Cette embuscade sera faite contre un groupe de soldats français dans le Souk de Djemaa à Ait Ouartilan. Les personnes impliquées dans cette embuscade sont Allaouchiche AbdAllah, Bouzenad Ahmed Salem, Zemmour Mohamed Arab, Redjdal Said ben Laarbi, Haroumi Mohamed Akli, Sahabi Seddik, Djiaba Saadi, et un autre qui se nomme Tahar (nom inconnue). Ce groupe était dirigé par Si H’mimi le commandant de l’opération et Arezki Laures le chef de l’opération. Cette mission fut envoyée par Amirouche Ait Hamouda pour savoir si ces personnes étaient des gens de confiance pour être dans l’ALN.
Si H'mimi, Allaouchiche AbdAllah, Bouzenad Ahmed Salem, Zemmour Mohamed Arab, Redjedal Said, Harouni Mohamed Akli se sont déjà positionnés à Tighouine (le lieu de l’attaque). Djiaba Saadi, Sahabi Seddik et Tahar (nom inconnu) étaient chargés de monter la garde sur la crête de Takintouchet.
Les révolutionnaires algériens ont ouvert le feu de tous les côtés sur le convoi de soldat français. Ce qui mènera à un échange de coup de feu des deux côté. Cette embuscade durera environ 1 heure avant que les deux parties se replient.
Cette embuscade coûtera la vie à deux révolutionnaires (Bouzenad Ahmed Salem et Zemmour Mohammed Arab) et fera un blessé (Allaouchiche AbdAllah) du côté algérien. Du côté des colons, les pertes seront beaucoup plus nombreuses, malheureusement aucun chiffre n’a pu être communiqué ni retrouvé. Les corps des deux martyrs algériens seront pris par les soldats français.
L’embuscade de Beni Ouartilan fera entrer certains révolutionnaires dans une renommée nationale tels que Arezki Laures et Si H’mimi qui de nos jours sont considérés comme de valeureux combattants.
Ce qui est sûr, c’est que Beni Ouartilan paya fort le prix de cette embuscade lors des prochaines années de Guerre puisque la France fera des ravages à Beni Ouartilan et ses environs.

## Personnalités liées à la ville
- Hocine Al Wartilani: Un savant musulman soufi du XVIIIe siècle. Il occupa le rôle de Qadi (juge islamique ) dans sa région et durant les nombreux voyages qu’il faisait. Il est aussi connu pour être l’auteur de « la Rihla »[5]. Un livre connu dans la région retraçant les nombreux voyages qu’a vécu Cheikh Hocine Al Wartilani lors de sa vie.
- Abdelhamid Benzine : Résistant, militant politique et ancien rédacteur en chef d'Alger Républicain. Il est aussi l'auteur de plusieurs livres dont "Le camps", "Lambèse", "Journal de marche" et "La montagne et la plaine".
- Abdelhafid Amokrane : Compagnon et bras droit de Amirouche Ait Hamouda dans la Wilaya 3. Il fut l’un des premiers combattants à rejoindre l’ALN. Après l’indépendance, il deviendra ministre des affaires religieuses de l’Algérie et il écrira un livre qui se nomme «Mémoire d’un combattant »[6].
- Cheikh Fodil Al Ouartilani : Grand savant algérien de son époque. Il fut parmi les premiers savants algériens à prôné un discours d’indépendance et cela bien avant le début de la guerre en 1954. Il enseigna la langue arabe et l’islam dans l’université de la Sorbonne à Paris. Il sera d’ailleurs, bannis du territoire français pour ces discours prônants l’indépendance. Il fut exilé, mais cela ne l’empêchera pas de devenir l’un des pères fondateurs du Yémen moderne. Sans oublier qu’il propagera l’idéologie d’indépendance algérienne dans de nombreux pays tels que le Liban, la Turquie et la Syrie. Il fut un des signataires de la charte constitutionnelle algérienne du Gouvernement provisoire algérien (GPRA).
- Cheikh El Mouhoub Ulahbib : Un savant du XIXe siècle venant de Ait Ouartilan, plus précisément de Tala Uzar. Il est notamment connu pour être celui qui a écrit l’un des manuscrits du Tawhid en langue berbère avec écriture arabe sous la forme d’un Yaz (ⵣ). Ce manuscrit se nomme La Khizana (elle fut brûlée par la France coloniale en 1957). Il est aussi connu pour avoir des connaissances avancées dans l’astronomie.
- Cheikh Yahia Hamoudi : Cheikh Yahia fut l’un des savants les plus importants du XXe siècle en Algérie. En effet, il est née dans une famille de ouléma. Son grand père était le fondateur de l’une des Zaouia les plus célèbres de la région. Il étudia le Fiqh Malikit et il l’enseigna à son tour à la fois en langue Arabe et en langue Kabyle. Il intégra l’association des Oulémas en 1831. Il fut élu membre dans le comité de direction de l’association des Oulémas.  Il est également connu pour être l’auteur de 21 manuscrits sur divers sujets du Fiqh malikit.
- Cheikh Said Bahlouli Al Wartilani : Cheikh Said est née en 1859 à Beni Ouartilan. Il étudia la science islamique auprès des grands oulémas de sa région dont un qui est plus que familier. En effet, Cheikh Yahia fut son enseignant pendant un bon nombre d’année. Il fini par devenir un savant qui traita énormément de questions islamique à travers ces fatwas. Il enseigna dans plusieurs Zaouia et Mosquée. Il fut l’auteur de nombreux manuscrits qui porte sur le Fiqh.